# Buchen
Buchen es una ciudad ubicada en el distrito de Neckar-Odenwald en Baden-Württemberg, Alemania. Se encuentra en los bosques de Odenwald, 23 kilómetros al noreste de Mosbach. 

## Geografía
El poblado esta en medio de una reserva que se encuentra en la unión entre el sureste de Odenwald y el desarrollo territorial a lo largo del límite formado por el muro del Limes Germánico. Se encuentra en el triángulo geográficamente formado por las ciudades de Mannheim, Würzburg y Heilbronn. Las edificaciones del municipio se encuentran en el parque natural del valle Neckar y en el Geoparque Natural de Bergstrasse-Odenwald, a una altitud de entre 250 y 500 metros.

## Estructura de la ciudad

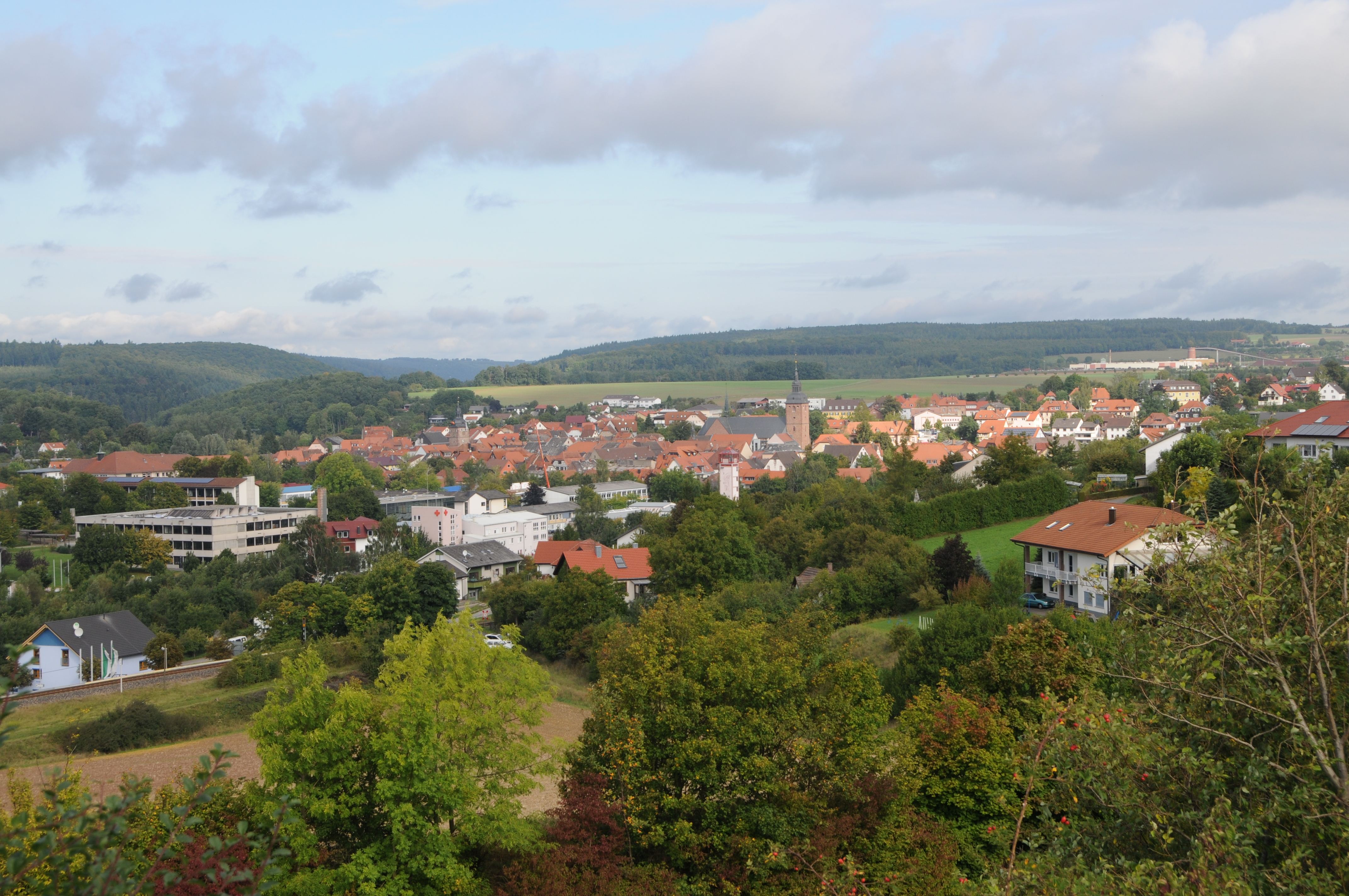
Panorámica

El municipio de Buchen (Odenwald) consta de 14 áreas o barrios: Bodigheim, Buchen-City (Buchen-Stadt), Eberstadt, Einbach, Götzingen, Hainstadt, Hettigenbeuern, Hettingen, Hollerbach, Oberneudorf, Rinschheim, Stürzenhardt, Unterneudorf y Waldhausen. La ciudad está asentada sobre las mismas zonas que fueron ocupadas una vez, por los antiguos pueblos que llevaban sus mismos nombres, con la excepción de la zona de la ciudad conocida como Buchen que es oficialmente llamada "Buchen (Odenwald). 
Las zonas urbanas están al mismo tiempo, subdivididas en 13 distritos residenciales (barrios) en términos de la disposición de los municipios; no obstante los barrios de Buchen-Stadt y Hollerbach están unidos en un único distrito residencial. Salvo la excepción de la zona residencial de Buchen-Stadt, cada área de la ciudad posee su propia sede municipal y son consideradas como pueblos en términos de la disposición de los municipios de Baden-Wuerttemberg, cada uno con su propio consejo de la ciudad (Ortschaftsrat) y demás instituciones.
Al distrito de la ciudad Bödigheim, pertenece la aldea de Bodigheim, las granjas de Faustenhof, Griechelternhöfe, Rosshof y Sechelseehöfe, y la casa de molino. Al distrito de Buchen-Stadt pertenece el pueblo de Buchen (Odenwald). A las áreas de Eberstadt, Götzingen, Hettigenbeuern, Hettingen, Hollerbach, Oberneudorf, y Stürzenhardt les pertenecen los poblados con los mismos nombres respectivamente.
El barrio de Einbach posee la villa de su mismo nombre, y la comarca de granjas del Molino de Einbacher. Al área de Hainstadt pertenece la villa homónima y los terrenos de la estación Ferroviaria. Al sector de Unterneudorf le pertenece la villa del mismo nombre y la casona del Molino de Unterneudorfer. Al área de Waldhausen le pertenece la villa del mimo nombre y la zona de granjas de Gehöft Glashof.
A los alrededores de Eberstadt se encuentran los poblados medievales desiertos de Klarenhof y Reinstadt y en la zona de Götzingen están los pueblos abandonados de Rönningen y Buklingen.

## Historia
En tiempos de la Antigua Roma, un muro conocido como las Limes Germánicas fue construido en la región como las veces de una fortificación. Hoy en día, pueden observarse varios restos de esta construcción. 
Buchen fue el primer pueblo mencionado en el Códice de Lorscher, los hechos ocurridos en el Monasterio de Lorsch es donde aparece el término como Buchheim, donde figuran unas donaciones del poblado al monasterio en el año 773. 
Estas tierras fueron habitadas desde la era prehistórica, hasta los tiempos del Imperio Romando e inclusive estuvo bajo la influencia del Reverendo (Vogt), del Monasterio Amorbach, en épocas Carolinas, el cual era Loor de Dürn, y tenía autoridad sobre la jurisdicción de Buchen.
En la segunda mitad del siglo XIII, Buchen obtuvo el derecho de llamarse a sí misma como ciudad. Cuando cayeron los Loores de Dúrn, el poblado fue vendido entre los años 1303 y 1309 al arzobispo de Maguncia y cuyo arzobispado mantuvo posesión del territorio durante 500 años. En 1346, Buchen formó parte de una Federación de nueve poblados (Neunstädtebund) abarcando a Amorbach, Aschaffenburg, Dieburg, Külsheim, Miltenberg, Seligenstadt, Tauberbischofsheim y Walldürn.
En 1382, el elector Ruprecht I, fracasó en su intento, para destruir la ciudad durante una batalla con el electorado de Maguncia. Las todavía formidables fortificaciones medievales de la ciudad, fueron reforzadas alrededor del año 1490 y ahora, incluso cierran algunos suburbios del oeste. 
Durante el curso de la expansión de la ciudad en 1492, también conocida como Wartturm se construyó la parte superior de Wartberg, y en el mismo año el llamado Stony Steinerne Bau o también conocido como "el edificio" tomó lugar como la sede oficial perteneciente al Electorado de Maguncia. La ciudad tuvo gran importancia desde que se convirtió en una ciudad de mercado. Además de los cuatro grandes mercados anuales de los (Martes de Carnaval, o mercado de Fastnachtsmarkt), estaba el Mercado de mayo, el Mercado Jacobita y el mercado de Martin, que se especializaban en el comercio del hilo, la tela y los mercados de caballos, así como el “Mercado semanal”, celebrado todos los lunes. 

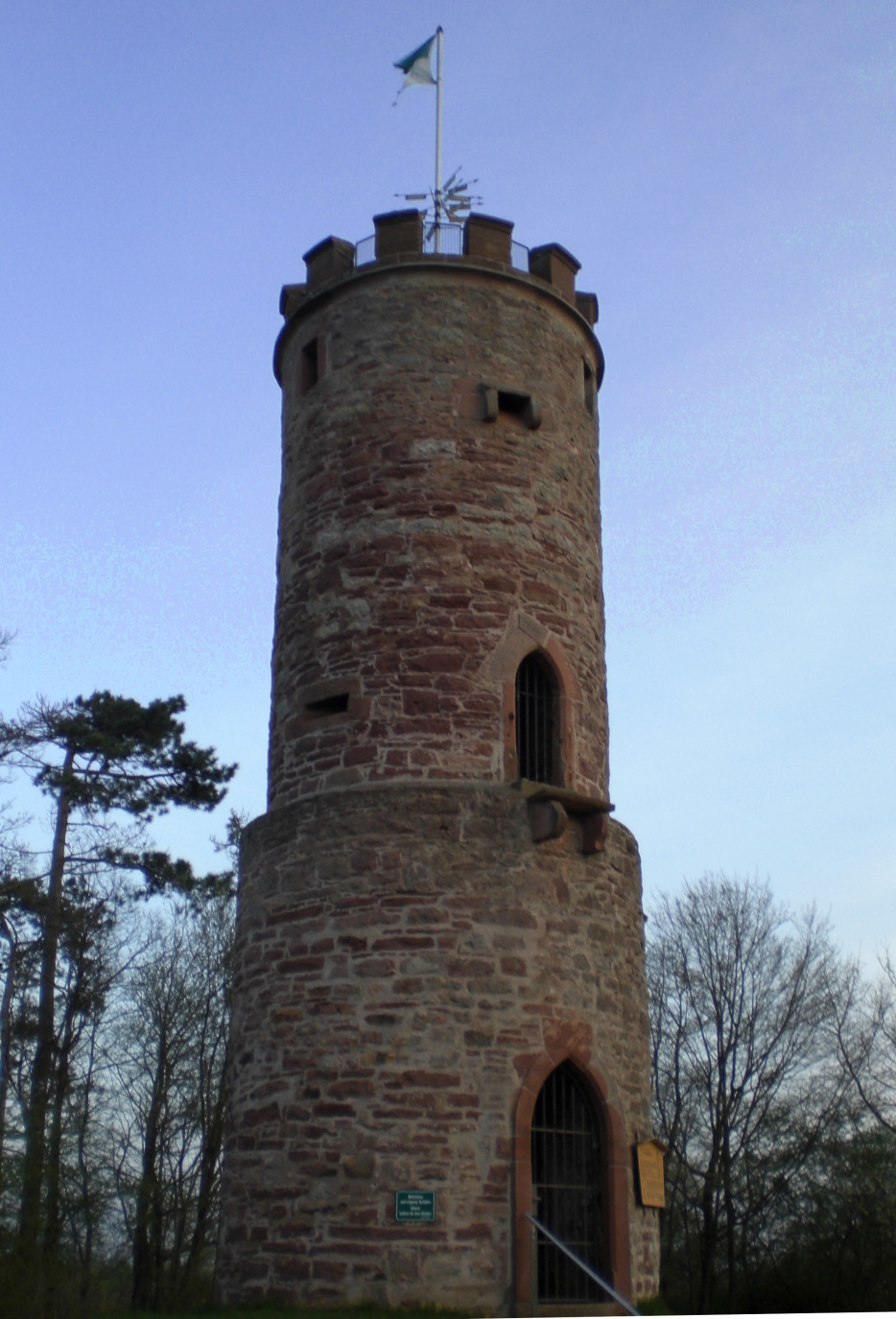
Zona de Wartturm, en Buchen.

Durante la Revuelta de Campesinos en 1525 Götz von Berlichingen fue forzado a convertirse en el líder del movimiento de Campesinos en el patio real de la Cámara de Stony (Steineres Haus) conocido hoy en día como el Museo Shof. 
Después de la derrota de la Federación de campesinos de las Nueve Ciudades, la administración provincial fue disuelta y Buchen perdió su derecho de autonomía.
En la Guerra de los Treinta Años el lugar fue conquistado por los suecos. Estos tuvieron que ceder, sin embargo, cerca del 1634 a las tropas reales. En esta ocasión, un gran incendio estalló en la ciudad, en la que se perdieron 153 casas. La iglesia, la rectoría, el Molino Alto, el Tribunal Hausener y, probablemente el castillo, fueron destruidos en ese episodio. Más sacrificios se sumaron con la llegada de las hambrunas y las epidemias. De un total de 215 ciudadanos y 16 de judíos solo sobrevivieron 29 ciudadanos, 5 viudas y 26 casas. Además, los campos fueron envenenados. 
En 1688, las tropas francesas acosaron la ciudad. Y en 1717, como consecuencia de la caída de un rayo, ocurrió un incendio catastrófico en el nuevo centro de la ciudad, en la que aproximadamente la mitad de los edificios fueron destruidos, entre los que se encontraba el antiguo ayuntamiento y la iglesia.
En 1803, tras la disolución del electorado de Maguncia y, como resultado de las decisiones tomadas por los diputados nacionales, Buchen fue asignado al Principado de Leiningen, el cual había sido reasentado bajo las órdenes de Napoleón, y que en 1806 se conmutará luego al Gran Ducado de Baden. En 1815, tres de las torres de la ciudad fueron derribadas, solo la puerta occidental se mantuvo (el Mainzer Tor). El apoyo de Baden en la Revolución de 1848-1849 que se produjo en Buchen, algunos de sus ciudadanos quemaron los registros de las oficinas de alquiler de Leiningen. A pesar del fracaso de la revolución, los ciudadanos conservaron algunos de los derechos por los que habían luchado.
Buchen fue la sede del distrito (AMT) en la época de príncipe Elector de Maguncia. Esta posición como centro de poder administrativo, mantuvo a la ciudad bajo el imperio de Leining y Baden. En 1938 la administración de Bezirk de Buchen pasó a ser el “Condado de Buchen”.
Durante la llamada Noche de los cristales, en 1938, fueron profanadas las sinagogas de Buchen y Bödigheim. De la consiguiente deportación de los 34 habitantes de creencia judía que había estado viviendo en Buchen desde 1933, al menos trece fueron asesinados. El antiguo cementerio común en Bodigheim todavía tiene testimonio de la vida anterior de la comunidad judía unida, en medio de una zona circundante firmemente católica.
Durante el curso de las reformas del distrito, en 1973, el distrito de Buchen fue disuelto y la ciudad se convirtió en un miembro del distrito de Neckar-Odenwald.

## Incorporación de nuevas zonas
Trece nuevas localidades se incorporaron a Buchen como resultado de las reformas del municipio en 1975: Stürzenhardt en 1971; Unterneudorf en 1972; Oberneudorf, Bodigheim, Waldhausen y Einbach en 1973; Götzingen, Hainstadt, Hettigenbeuern, Hettingen y Rinschheim en 1974 y, por último, Eberstadt y Hollerbach en 1975. En 1986, tuvo sus comienzos la época de Baden-Wurtemberg  por primera vez.

## Política

### El Consejo Municipal
Las elecciones locales del 13 de junio de 2004 produjeron los siguientes resultados:
| Partido                                     | Votos  | +/-    | Puesto | +/-  |
| CDU (Unión Democrática Cristiana (Alemana)) | 64,0 % | (+1,8) | 18     | (+1) |
| FWV (Unión de Votantes Libre)               | 21,8 % | (−0,2) | 7      | (=)  |
| SPD (Partido Social Demócrata de Alemania)  | 14,2 % | (+1,4) | 4      | (=)  |
| Otros                                       | 0,0 %  | (−3,0) | 0      | (=)  |

### Alcalde
Desde febrero de 2006, Roland Burger ha sido el alcalde de la ciudad de Buchen. Anteriormente había sido el alcalde de la ciudad de Osterburken (desde febrero de 1991). El exalcalde de Buchen, se convirtió en un comisionado del condado (Landrat) para el NOK en Mosbach.

### El escudo de armas
El lema del escudo de armas dice: “En la cima de una colina verde, con tres picos, sobre la loma superior, de una rama verde inclinado hacia el cielo, hay una haya verde, cuyo tronco tiene un escudo rojo con grapas apoyándose en él, en el que hay una rueda con seis rayos de plata”.

### Escudos de armas de los pueblos del distrito
| - Bödigheim - Eberstadt - Einbach - Götzingen - Hainstadt | - Hettingen - Hettigenbeuern - Hollerbach - Oberneudorf | - Rinschheim - Stürzenhardt - Unterneudorf - Waldhausen |

## Economía e infraestructuras
Debido a que Buchen está en entre los ríos Neckar y Main, desarrolló una estructura económica basada en la producción, el comercio, las artesanías, y los proveedores de servicios, y además la gente se asentó cerca de las zonas industriales. 
El Hospital de Distrito en Buchen cubre toda la zona, y hay también un número de residencias de ancianos. Buchen tiene una de las instalaciones para las primeras viviendas del modelo de visa asistida de todo el país.

## Accesos
Buchen es alcanzada por la Autopista “Bundes auto bahn” 81, sale a  Adelsheim-Osterburken, la carretera principal (del sur) o la salida a Tauberbischofsheim, y por la carretera federal 27 (desde el norte), así como de la “A6”, con destino a Sinsheim, además pasan la “B 292” y “B 27” (desde el sur-oeste). 
La estación de tren de Buchen (Odenwald) se encuentra en el tramo de ferrocarril que va de Seckach a Miltenberg (KBS 709, también llamado el Madonnen land bahn), que tiene una parada más en el este de Buchen (Buchen Ost). Los servicios de ferrocarril están a cargo de la Westfrankenbahn. El ÖPNV (Open personales Suburban Transporte) dispone de vehículos en la zona de transporte de Rhine-Neckar. 
El Aeropuerto de Stuttgart y el Aeropuerto de Fráncfort del Meno se encuentran a unos 100 km de distancia. Además cuenta con el aeródromo de Walldürn. Y el puerto interior más cercano es el de Wertheim am Main.

## Autoridades, corte y establecimientos públicos
Buchen pertenece a la Corte de Circuito de Mosbach. Además, en Buchen-Hainstadt está la sede de la oficina regional del Arzobispado de Friburgo de Brisgovia para la región de Odenwald-Tauber, a la que pertenece el Decanato de Mosbach-Buchen y la casa del obispo de Tauber.

## Instituciones Educativas
Buchen tiene una amplia variedad de escuelas, como resultado de que muchos estudiantes se desplazan diariamente a la ciudad, provenientes de las áreas interiores del condado. Hay una escuela de formación profesional técnica, con una escuela secundaria para aquellos que quieran especializarse en ingeniería o tecnología informática; una escuela de educación general, una escuela técnica para la educación social, una escuela de economía doméstica, así como varias escuelas secundarias modernas, escuelas primarias, y escuelas primarias especiales.

## Medios locales de prensa
- Fränkische Nachrichten (Noticias de Franconia), publicado en Buchen / Walldürn, editado en Buchen
- Rhein-Neckar-Zeitung (Periódico del Rin-Neckar), publicada como Nordbadische Nachrichten, editado en Buchen
- Sur-Oeste de Radiodifusión, oficina de Buchen

Buchen tiene la oficina del corresponsal de la cooperación Sur-Oeste de Radiodifusión (Südwestrundfunk) y desde 1951 se ha provisto un transmisor para la empresa (el Buchen transmisor Walldürn) en el noroeste de la ciudad, en Walldürne Strasse. Hasta 1993, la primera estación de la cooperativa Sur-Oeste de Radiodifusión estuvo emitiendo mediante las frecuencias de onda media de 1485 kHz, aunque el apoyo de la antena era un mástil de 60 metros de alto sin arneses, una estructuras de acero, que sirve de mástil autoradiante alimentado desde un dipolo aislado contra de puesta a tierra. Desde 1993, el servicio de onda media fue ajustado y se expandió la antena de onda acorta a ultra corta frecuencia. Como resultado, no solo fue mayor la altura, sino también se pudo cubrir un área mayor. Puesto que no hay planes para seguir transmitiendo en onda media, no se proporcionó aislación para el cableado de la parte superior de la antena.

### Frecuencias radiales de Buchen
| Frecuencia | Estación | POT   |
| ---------- | -------- | ----- |
| 91,9 MHz   | SWR 1    | 100 W |
| 94,1 MHz   | SWR 3    | 50 W  |
| 97,1 MHz   | SWR 2    | 100 W |
| 100,6 MHz  | DasDing  | 100 W |
| 107,5 MHz  | SWR 4    | 25 kW |

## Cultura y lugares de interés
Buchen se encuentra en el Camino Siegfried (Siefriedstrasse), un camino turístico, que conduce a los turistas a muchos lugares de interés.

### Teatros
- Producciones locales del Condado de Baden.

- La serie de conciertos conocida como 'Buchen en concierto'.

### Museos e instituciones culturales
- El Museo Regional de Buchen (con el Joseph Martin Kraus Memorial).
- El Foro de Cultura de Vis-à-Vis (presentando entre otras cosas, las exposiciones del Neckar-Odenwald de la Sociedad de Arte).
- La Biblioteca de la Ciudad.
- El Centro de Educación para Adultos.
- La Escuela de Música Joseph Martin Kraus.
- La Biblioteca Principal de la ciudad.
- La Biblioteca del judaísmo.
- La Academia Hermann Cohen para la Religión, LA Ciencia y el Arte.
- El Organismo Internacional de la Sociedad Joseph Martin Kraus.
- El monumento que marca la antigua sinagoga.
- El Archivo Municipal.
- La placa conmemorativa a las víctimas del fascismo en el antiguo cementerio judío, con los nombres de ocho víctimas judías del Holocausto de Kleineichholzheim.
- Una placa conmemorativa en el número 35 de la calle Vorstadtstrasse, en conmemoración de la sinagoga destruida durante la era nacionalsocialista.

### La cueva de estalactitas en Eberstadt
La cueva de las Estalactitas (“Tropfsteinhöhle”) en Eberstadt es de aproximadamente 600 metros de largo y entre uno y dos millones de años de antigüedad. Desde 1973, los turistas recorren sus alrededores. (Forma parte del Geo-Parque natural de Odenwald Bergstrasse). Contiene una rica variedad de estalactitas, con ejemplos muy delgados y estalagmitas muy cónicas, con grandes superficies de calcita, terrazas de calcio y cristales. Desde que la cueva quedó abierta después de su descubrimiento, los distintos circuitos turísticos que se llevaron a cabo fueron desde el principio con circuitos de luz eléctrica, es por ello que las estalactitas siguen siendo predominantemente blanca como la cal, a diferencia de la mayoría de las cuevas alemanas más antiguas, que se muestran al público, donde el uso de velas y antorchas encendidas causaron que las estalactitas adquieran un color negruzco

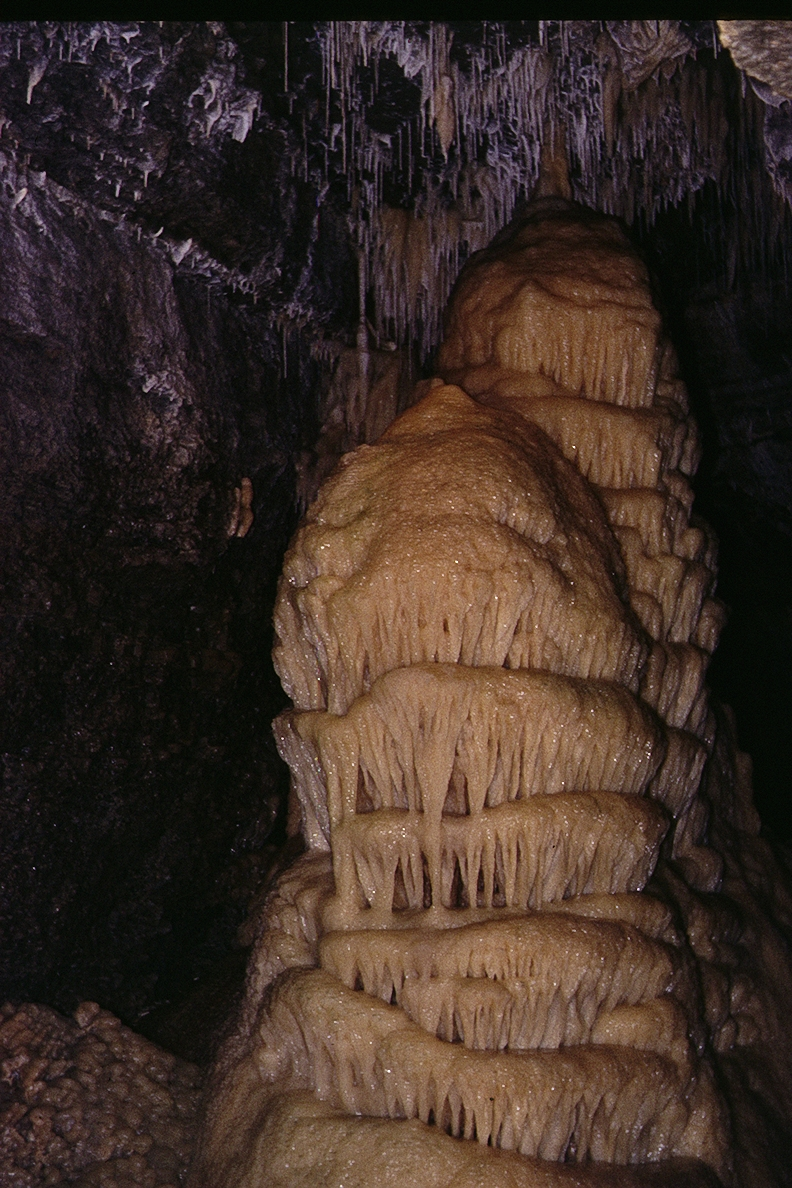
Estalactita en la cueva de 'Wedding’; en Eberstadt

- Estalactita en la cueva de 'Wedding’; en Eberstadt

### Construcciones y lugares de interés
- El muro Romano Limes Germánico, el monumento más terrenal en Europa, se extiende por el borde de la zona de la ciudad a través de Walldürn Buchen, en la dirección de Osterburken. Hasta que alrededor del año 260, los romanos utilizaban los limones como un muro de protección manteniéndolos a salvo de los Alemanes y de otras tribus germánicas. Ellos construyeron todo el camino de Rheinbrohl con una distancia de 500 km hasta el Danubio.
- Uno de los edificios originales del arquitecto Egon Eiermann, el anexo del Hotel Carl Prinz,  construido en 1967, en el que las habitaciones y las características creadas por él, todavía están en uso (desde entonces se ha atribuido como perteneciente al estilo moderno clásico).
- Donde ahora se encuentra el pueblo actual de Bodigheim, el caballero Wiprecht Rüdt construyó un castillo en el año 1286. A finales del siglo XVI se actualizó como un palacio renacentista. Entre 1712 y 1720, el nuevo castillo (Schloss) de Rüdt von Collenberg fue construido por Johann Jakob Rischer en Bodigheim.
- Las ruinas de una sinagoga judía Mikwe en Bodigheim.
- El antiguo ayuntamiento (Rathaus-Hallen) en el centro de la vieja ciudad.
- La torre Wartberg (en la colina llamada Wartberg).

### Eventos regulares
- Fastnacht (Martes de Carnaval nocturno): el 'Faschenacht' es una de las atracciones principales en la zona de Buchen, que ha llevado a miles de visitantes a la zona cada año, desde tiempos inmemoriales. Durante el certamen anual Fasching "es obligatoria por lo menos besar el trasero de la figura simbólica, cuyos orígenes se remontan a la Edad Media", la Buchen Blecker.
- Goldener Mai (mayo de Oro): hay sesiones de Jazz en conjunto de la región municipal. En el primer sábado de mayo.
- El Prefestival de Verano: con bandas de músicos en el patio del museo (Museumshof) en un fin de semana a mitad de junio - incluyendo el Cellerbar ( 'Zeitmaschine': máquina del tiempo) el día sábado. Organizado por la Banda Municipal y el coro de la iglesia católica.
- El mercado de filmación (Schützenmarkt): una fiesta tradicional en la primera semana de septiembre de cada año. (Un mercado para ir de compras y diversión).

## Personalidades famosas

### Hijos y nietos de la ciudad
- Siglo XIII, Albrecht von Peregrino Buchheim, Minnesinger (mencionado en el Manesse del Códice).
- 1460, Konrad Wimpina, murió el 17 de mayo de 1531 en Amorbach, teólogo católico.
- 1672, Gottfried Bessel, murió en 1749 en Göttweig, abad y erudito.
- 1765, Marianne Kraus, pintor y dama de honor, la hermana de Joseph Martin Kraus.
- 1830, 20 de mayo, Wilhelm Emelé, murió el 11 de octubre de 1905 en Friburgo de Brisgovia, pintor de batallas alemán.
- 1866, 24 de marzo, Franz Josef Wittemann, murió el 10 de septiembre de 1931 en Karlsruhe, político alemán (centro), miembro del Landtag de Baden, Presidente del Estado de Baden.
- 1892, 30 de junio, Wilhelm Schnarrenberger, murió el 12 de abril de 1966 en Karlsruhe, pintor.
- 1897, 10 de julio, Ludwig Schwerin, fallecido el 2 de julio de 1983 en Ramat Gan pintor.
- 1950, 21 de septiembre Wunibald Müller, escritor alemán y psicólogo pastoral.
- 1952, 5 de junio, Heinz Fischer-Heidlberger, Presidente de la Oficina de Baviera Jefe de Auditoría.
- 1965, 17 de septiembre, Ulrike Ballweg, coentrenador de la selección femenina de fútbol del equipo alemán.

### Otras personalidades, quienes trabajaron en Buchen
- Joseph Martin Kraus, (1756–1792), compositor.
- Juliana von Stockhausen (1899–1998), escritor.